# Giuseppe Bortignoni il Giovane
Giuseppe Bortignoni detto il Giovane, per distinguerlo dal padre Giuseppe Bortignoni il Vecchio (Bologna, ... – 1925) è stato un pittore italiano.

## Biografia
Seguendo la carriera del padre, pittore e incisore, fu noto per i suoi dipinti di genere realistici. Tra le sue opere si ricordano Il Cuoco del Convento e Don Giovanni impenitente, esposte nel 1887 a Venezia.
Successivamente, si occupò del restauro di antiche pitture ecclesiastiche (ad esempio, nel 1914 ristrutturò l'Adorazione di San Francesco Borgia di Pietro Rotari nella chiesa del Suffragio a Rimini). Sempre nel 1914 Bortignoni redasse la terza edizione del catalogo della nuova raccolta pittorica dei duchi Massari (ora parte dell'esposizione a Palazzo Massari a Ferrara).